# Le Chahut
Le Chahut est une peinture à l'huile sur toile réalisée entre 1889 et 1890 par le peintre français Georges-Pierre Seurat. Le tableau est conservé au Musée Kröller-Müller d'Otterlo.

## Description
Le chahut est une danse, semblable au Cancan, qui fut très à la mode à la fin du XIXe siècle, dans les bals publics parisiens.
La composition comprend, en plus des danseurs, un joueur de contrebasse, et, au premier plan à droite, un spectateur avec un sourire lascif séduit par la danse et à gauche, le chef d'orchestre.
La théorie des points esthétiques est caractérisée comme une reprise du langage classique (surtout à l'époque hellénistique), dans laquelle les yeux et la bouche, recourbés vers le haut, donnent du dynamisme à l'œuvre.